# Astma
Astma (fra græsk ἅσθμα, ásthma, "stønnen") er en kronisk betændelse i luftvejene. Almindelige symptomer er åndenød, hoste, trykken for brystet og stakåndethed.
Der er også besværet vejrtrækning og spasmer i vævet i luftvejsvæggene.
Astma skyldes genetiske og miljømæssige faktorer. Diagnosen baseres som regel på symptomer, reaktion på behandlingen og lungefunktionsmåling med spirometri. Klinisk klassificeres den efter symptomernes frekvens, forceret ekspirationsvolumen på et sekund (FEV1), dvs. den mængde luft patienten kan puste ud i løbet af det første sekund, og peak flow-målinger. Astma kan også klassificeres som atopisk (udefra virkende) eller ikke-atopisk (indefra virkende), hvor atopi henviser til et anlæg for at udvikle type-1-hypersensitivitet.
Akutte symptomer behandles med inhalation af beta-2 agonister (f.eks. salbutamol) og orale kortikosteroider, typisk binyrebarkhormon. I meget alvorlige tilfælde gives intravenøse kortikosteroider, magnesiumsulfat og det kan være nødvendigt at indlægge patienten. Symptomerne kan forebygges ved at undgå udløsende faktorer som allergener og irritationskilder og ved inhalation af kortikosteroider. Langtidsvirkende beta-agonister (LABA) eller leukotrienantagonister kan anvendes sammen med inhalerede kortikosteroider, hvis astmaen stadig ikke kommer under kontrol. Forekomsten af astma er steget betydeligt på verdensplan siden 1970'erne.
I 2011 var der 235–300 millioner astmapatienter i verden, og sygdommen var skyld i 250.000 dødsfald årligt.

## Tegn og symptomer
Astma kendetegnes ved tilbagevendende åndenød, stakåndethed, trykken for brystet og hoste.Der kan hostes slim op fra lungerne, men den kan ofte være sejt. Når et anfald er ved at være overstået, kan der komme pus på grund af mange hvide blodceller (eosinofiler). Symptomerne er som regel værst om natten og tidligt om morgenen, ved motion eller i kold luft. Nogle patienter viser sjældent symptomer (og så i forbindelse med udløsende faktorer), mens andre kan have tydelige og hyppige symptomer.

### Associerede lidelser
Astmapatienter kan få flere andre lidelser som gastroøsofageal refluks (tilbageløb af mavesyre fra mavesækken til spiserøret), bihulebetændelse og søvnapnø. Psykologiske lidelser forekommer også hyppigere. 16–52 % har angstlidelser, og 14-41 % lider af humørsvingninger. Det vides ikke, om astma giver psykiske lidelser, eller om psykiske lidelser fører til astma.

## Årsager
Astma skyldes komplekse og ikke helt belyste miljømæssige og genetiske årsager. De afgør både, hvor alvorlig sygdommen bliver, og hvor godt den reagerer på behandling.
Man mener, at den seneste forøgelse i astmatilfældene skyldes ændrede arvelige faktorer (ud over dem, der relateres til DNA sekvensen) og et ændret levemiljø.

### Miljø
Mange miljøfaktorer er sat i forbindelse med udviklingen og forværringen af astma. Det gælder også allergener, luftforurening og andre miljøkemikalier. Rygning under graviditeten og efter fødslen er sat i forbindelse med en større risiko for at udvikle astmalignende symptomer. Lav luftkvalitet som følge af trafikforurening eller højt ozon- niveau er både sat i forbindelse med udviklingen af astma og med, at den bliver voldsommere. Udsættes man indendørs for flygtige organiske forbindelser, kan det udløse astma. Det gælder fx formaldehyd. Også phtalater i PVC forbindes med astma. Det samme gælder, hvis man udsættes for et højt niveau af endotoxiner.
Man kan få astma, hvis man eksponeres for indendørs allergener. Almindelige indendørs allergener erhusstøvmider, kakerlakker, dyreskæl og mug. Det har ikke vist sig effektivt at bekæmpe husstøvmider. Visse virusinfektioner på luftvejene kan øge risikoen for at få astma, hvis man rammes af dem som lille barn. Det gælder bl.a. respiratorisk syncytialvirus og rhinovirus (forkølelse). Dog kan visse andre infektioner mindske risikoen.

#### Hygiejnehypotesen
Hygiejnehypotesen er en teori, der forklarer de højere astmatal i hele verden som et direkte og utilsigtet resultat af, at man ikke som barn udsættes for ugiftige bakterier og virus. Det er foreslået, at grunden til, at vi udsættes for færre bakterier og virus, til dels er øget renlighed og mindre familier i de moderne samfund. Hygiejnehypotesen synes at understøttes af lavere astmatal på gårde og i husholdninger med kæledyr.
Brug af antibiotika tidligt i livet er blevet sat i forbindelse med udviklingen af astma. Også fødsel ved kejsersnit forbindes med en øget risiko (anslået 20-80 %) for astma. Den øgede risiko tilskrives manglen på sunde bakteriekulturer, som den nyfødte kunne have erhvervet sig ved passagen af fødselskanalen. Der er forbindelse mellem astma og velstand.

### Genetik
| Endotoxinniveauer | CC genotype | TT genotype |
| ----------------- | ----------- | ----------- |
| Høj eksponering   | Lav risiko  | Høj risiko  |
| Lav eksponering   | Lav risiko  | Høj risiko  |

Familiehistorie er en risikofaktor for astma, da mange forskellige gener er involveret. Hvis en enægget tvilling er ramt, er sandsynligheden for at den anden får sygdommen cirka 25 %. Ved udgangen af 2005 er 25 gener sat i forbindelse med astmas i seks eller flere forskellige populationer, deriblandt:GSTM1, IL10,CTLA-4, SPINK5,LTC4S, IL4R og ADAM33. Mange af disse gener har forbindelse med immunsystemet eller er med til at mildne betændelsestilstande. Selv blandt disse gener er resultatet ikke entydigt i alle testede populationer trods mange og gentagne studier. I 2006 var over 100 gener sat i forbindelse med astma alene i et genetisk associations-studie, og der findes hele tiden flere.
Nogle genetiske varianter kan kun give astma, når de kombineres med specifikke miljøeksponeringer. Et eksempel er et bestemt enkeltnukleotidpolymorfi i CD14-regionen og eksponering for endotoxiner (et bakterielt produkt). Man kan blive udsat for endotoxiner fra flere miljøkilder bl.a. tobaksrøg, hunde og landbrug. I disse tilfælde afgøres risikoen for astma både af en persons gener, og hvor voldsom eksponeringen var.

### Sygdomme
En kombination af atopisk eksem, høfeber og astma kaldes atopi. Man har størst fare for at udvikle astma, hvis man har haft atopisk sygdom. Folk med eksem eller snue får meget oftere astma. Astma er blevet sat i forbindelse med Churg–Strauss' syndrom, en autoimmun sygdom og med vasculitis (betændelse i væggen af et blodkar). Personer med visse typer nældefeber kan også opleve astmasymptomer.
Der er en forbindelse mellem fedme og astma. Begge dele er steget i de seneste år. Der kan være flere faktorer som nedsat lungefunktion på grund af fedtopbygning og det faktum, at fedtvæv fører til en proinflammatorisk tilstand.
Betablokkere som propranolol kan udløse astma hos udsatte personer. Kardioselektive betablokkere ser dog ikke ud til at være farlige for patienter med mild eller moderat astma. Andre medikamenter kan også give problemer: ASA, NSAIDs og ACE-inhibitorer.

### Forværring
Nogen kan have stabil astma i flere uger eller måneder for så pludseligt at få et akut anfald. Det varierer fra person til person, hvordan de reagerer på forskellige faktorer. De fleste kan udvikle en svær forværring ud fra flere udløsende faktorer.
Faktorer i hjemmet, som kan udløse en svær astmaforværring, omfatter støv, dyreskæl (særligt fra katte og hunde), allergener fra kakerlakker og skimmelsvamp. Parfume forårsager ofte akutte anfald hos kvinder og børn. Både virus- og bakterieinfektioner i de øvre luftvej kan forværre sygdommen. Psykologisk stress kan muligvis forværre symptomerne; man mener, at psykologisk stress forandrer immunsystemet og øger den inflammatoriske reaktion på allergener og irritationskilder i luftvejene.

## Patofysiologi
Astma skyldes en kronisk inflammation i luftvejene, som øger den omkringliggende glatte muskulaturs sammentrækningsevne. Dette er en af flere faktorer, som fører til anfald med indsnævrede luftveje og det velkendte symptom med hvæsende vejrtrækning. Indsnævringen vil oftest fortage sig med eller uden behandling.Luftvejene vil i visse tilfælde forandre sig. Typiske luftvejsforandringer omfatter et øget antal eosinofile granulocytter og en fortykkelse aflamina reticularis. Luftvejenes glatte muskulatur kan blive kronisk forstørret med en øget mængde slimkirtler til følge.Andre berørte celler omfatter: T-celler, makrofager og neutrophile granulocytter. Andre af immunforsvarets dele kan også være involveret, herunder bl.a. cytokiner, kemokiner, histamin og leukotriener.

## Diagnose
Selv om astma er en velkendt sygdom, er der ikke nogen universel anerkendt definition. Global Initiative for Asthma definerer astma som ”en kronisk inflammatorisk sygdom i luftvejene, i hvilke mange celler og celledele spiller en rolle. Den kroniske inflammation er forbundet med overfølsomme luftveje, hvilket medfører periodisk tilbagevendende episoder med hvæsende vejrtrækning, stakåndethed, trykken for brystet og hosten særligt om natten eller tidligt om morgenen. Disse episoder er typisk forbundet med en udtalt, men skiftende blokering af luftstrømmen i lungerne, som ofte vil fortage sig enten af sig selv eller som følge af behandling”.Der findes ingen nøjagtig test, og diagnosen stilles ofte ud fra symptommønsteret samt ud fra, hvordan patienten reagerer på behandling over tid. Man kan forvente en astmadiagnose, hvis man i anamnesen har konstateret: periodisk hvæsende vejrtrækning, hosten eller vejrtrækningsbesvær og disse symptomer opstår eller forværres som følge af motion, virusinfektion, allergener eller luftforurening.Spirometri benyttes til at bekræfte diagnosen. Det er sværere at stille diagnosen på børn under seks år, da de er for små til spirometri.

### Spirometri
Spirometri anbefales som hjælp til at diagnosticere og håndtere sygdommen. Det er den eneste gode astmatest, der findes. Hvis det FEV1, som måles med denne metode, forbedres med mere end 12% efter indgivelse af et bronkodilaterende (luftvejsudvidende) middel som salbutamol, er det med til at understøtte diagnosen. Det kan dog også være normalt for personer med let astma, hvor astmaen ikke er i fuldt udbrud. En test af diffusionskapaciteten kan hjælpe med at skelne astma fra KOL. Det vil være fornuftigt at udføre en spirometritest en gang hvert eller hvert andet år for at følge med i, hvor godt patientens astma er kontrolleret.

### Andre metoder
En methakolintest udføres ved, at patienten inhalerer stadigt større koncentrationer af et lægemiddel, som gør, at luftvejene indsnævres på personer, der er disponeret for astma. Hvis testen er negativ, betyder det, at patienten ikke har astma. Et positivt testresultat er derimod ikke specifikt afgrænset til astma.
Andre tegn, der understøtter en astmadiagnose er:
Hvis der på mindst tre dage inden for en uge i mindst to uger måles en afvigelse i peak flow-værdien (den maksimale lufthastighed ved udånding) på mindst 20% 
hvis der måles en forbedring af peak flow-værdien på mindst 20% efter forudgående behandling med salbutamol, prednison eller inhalerede kortikosteroider
hvis der måles en forværring af peak flow-værdien på mindst 20%, efter patienten er blevet udsat for en anfaldsudløsende faktor.

En PEF-test giver dog mere varierende resultater end en spirometri, hvorfor det ikke anbefales at benytte denne test, når der stilles diagnose rutinemæssigt. Testen kan være et nyttigt redskab til den daglige selvmonitorering hos de patienter, der har moderat til svær astma, og til at måle, hvor effektive nye lægemidler er. Testen kan også være nyttig ift. at vurdere, hvilken behandling man skal give patienter med akut forværret astma.

### Klassifikation
| Alvorsgrad          | Symptomhyppighed! scope="col" style="width:4em;" \| Symptomer om natten | % FEV1 af forventet | FEV1-variabilitet | Brug af SABA |               |
| ------------------- | ----------------------------------------------------------------------- | ------------------- | ----------------- | ------------ | ------------- |
| Intermitterende     | ≤2/uge                                                                  | ≤2/måned            | ≥80 %             | <20 %        | ≤2 dage/uge   |
| Let, vedvarende     | >2/uge                                                                  | 3–4/måned           | ≥80 %             | 20–30 %      | >2 dage/uge   |
| Moderat, vedvarende | Dagligt                                                                 | >1/uge              | 60–80 %           | >30 %        | Dagligt       |
| Svær, vedvarende    | Kontinuerlig                                                            | Hyppig (7×/uge)     | <60 %             | >30 %        | ≥to gange/dag |

Astma klassificeres klinisk ud fra symptomernes hyppighed, den forcerede ekspirationsvolumen på et sekund (FEV1) og peak flow-værdien. Astma kan også klassificeres som atopisk (udefra virkende) eller ikke-atopisk (indefra virkende) afhængigt af, om symptomerne er fremtvunget af allergener (atopisk) eller ej (ikke-atopisk). Astma klassificeres efter alvorsgrad; på nuværende tidspunkt findes der ikke nogen entydig metode ud over denne til at klassificere forskellige undertyper af astma. Det er et afgørende mål inden for astmaforskning at finde metoder til at identificere undergrupper af astma, der reagerer positivt på forskellige behandlingsformer.
Selvom astma er en kronisk obstruktiv tilstand, betragtes den ikke som beslægtet med KOL, da denne betegnelse refererer specifikt til kombinationer af irreversible sygdomme som bronkiektasi, kronisk bronkitis og lungemfysem. I modsætning til disse sygdomme er blokeringen af luftvejene ved astma ofte reversibel, men hvis sygdommen ikke behandles, kan astmaens kroniske inflammation medføre, at lungerne blokeres irreversibelt, fordi luftvejene omformes. Astma påvirker bronkierne i modsætning til lungeemfysem, der påvirker alveolerne.

#### Forværring af astma
| Nær dødelig                                                                                 | Højt PaCO2 og/eller behov for mekanisk ventilation | Højt PaCO2 og/eller behov for mekanisk ventilation |
| Livstruende (et af følgende)                                                                |                                                    |                                                    |
| Kliniske symptomer                                                                          | Målinger                                           |                                                    |
| Ændret bevidsthedstilstand                                                                  | Peak flow < 33 %                                   |                                                    |
| Udmattelse                                                                                  | Iltmætning < 92 %                                  |                                                    |
| Arytmi                                                                                      | PaO2 < 8 kPa                                       |                                                    |
| Lavt blodtryk                                                                               | "Normalt" PaCO2                                    |                                                    |
| Cyanose                                                                                     |                                                    |                                                    |
| Lydløst bryst                                                                               |                                                    |                                                    |
| Dårlig respiratorisk evne                                                                   |                                                    |                                                    |
| Akut svær (et af følgende)                                                                  |                                                    |                                                    |
| Peak flow på 33–50 %                                                                        |                                                    |                                                    |
| Respirationsfrekvens ≥ 25 åndedrag i minuttet                                               |                                                    |                                                    |
| Hjertefrekvens ≥ 110 slag i minuttet                                                        |                                                    |                                                    |
| Kan ikke fuldføre sætninger i én vejrtrækning                                               |                                                    |                                                    |
| Moderat\| colspan="2" style="border-top: 3px solid darkgray;" \| Symptomer under forværring |                                                    |                                                    |
| Peak flow på 50–80 % ift. bedst mulig eller forventet                                       |                                                    |                                                    |
| Fravær af symptomer på akut, svær astma                                                     |                                                    |                                                    |

En akut astmaforværring omtales ofte som et “astmaanfald”. De typiske symptomer er åndenød, hvæsende vejrtrækning og trykken for brystet. Dette er de primære symptomer på astma, men nogle personer vil kun opleve hosten, og i svære tilfælde kan luftbevægelsen være stærkt begrænset, således at der ikke kan høres nogen hvæsen.
Under et astmaanfald opstår der symptomer som aktivering af de accessoriske respirationsmuskler (sternokleidomastoid-musklen og scalenermusklerne i nakken), overoppustet bryst, og der kan forekomme pulsus paradoxus (puls, der er svagere under indånding og stærkere under udånding). Hud og negle kan desuden få en blå farve pga. iltmangel.
Ved en let forværring vil peak flow-værdien være ≥200  L/min eller ≥50% af den forventede bedste værdi. En moderat forværring defineres som en værdi mellem 80 og 200  L/min eller mellem 25 % og 50 % af den forventede bedste værdi, mens en svær forværring defineres som ≤ 80 L/min eller ≤25% af den forventede bedste værdi.
Akut svær astma, tidligere kendt som status asthmaticus, er en akut astmaforværring, der ikke reagerer på normale behandlingsformer med bronkodilatorer og kortikosteroider. Halvdelen af alle tilfælde skyldes infektioner, mens andre tilfælde skyldes allergener, luftforurening eller utilstrækkelig eller uhensigtsmæssig anvendelse af medicin.
Svær, ustabil astma er en særlig form for astma, som er kendetegnet ved tilbagevendende, svære anfald. Svær, ustabil astma af type 1 er en sygdom, som har en stor variabilitet i peak flowet selv under kraftig medicinering. Svær, ustabil astma af type 2 er en velkontrolleret astma, hvor der pludseligt indtræffer tilfælde af svær forværring.

#### Motionsfremkaldt
Motion kan fremkalde bronkokonstriktion hos såvel astmapatienter som hos andre. Det forekommer hos de fleste astmapatienter og hos op til 20% hos folk uden astma. Blandt sportsudøvere forekommer det hyppigere for elitesportsudøvere. Procenten svinger fra 3% for bobslæde til 50% for cykling og 60% for langrend. Det kan forekomme i al slags vejr, men det er mest almindeligt, når det er tørt og koldt. Inhalerede beta-2-agonister synes ikke at forbedre præstationen for folk uden astma, men orale doser kan give større udholdenhed og styrke.

#### Erhvervsfremkaldt
Astma som følge af (eller forværret af), at man på sin arbejdsplads udsættes for stoffer, man ikke kan tåle, er en hyppigt anmeldt erhvervssygdom. Dog bliver mange tilfælde ikke anmeldt eller godkendt. Det anslås, at 5-25% af alle astmatilfælde hos voksne er arbejdsrelaterede. Nogle hundred forskellige stoffer er involveret, og de mest almindelige er isocyanater, korn- og træstøv, kolofonium, loddeflus, latex, dyr og aldehyder. De erhverv, der forbindes med den højeste risiko er bl.a. sprøjtemalere, bagere og andre i fødevareindustrien, sygeplejersker, folk der arbejder med kemikalier, folk der arbejder med dyr, svejsere, frisører og folk i tømmerindustrien.

### Differentialdiagnose
Mange andre sygdomme kan give symptomer, der minder om astma. Hos børn bør sygdomme i de øvre luftveje såsom høfeber og bihulebetændelse også overvejes ligesom andre grunde til blokerede luftveje såsom: indånding af fremmedlegemer, forsnævring af luftrøret ellerlaryngotracheomalaci, vaskulære ringe, hævede lymfeknuder eller svulster på halsen. Hos voksne bør man overveje KOL, kongestiv hjerteinsufficiens, svulster i luftvejene samt hoste efter indtagelse af ACE-inhibitorer. Både hos børn og voksne kan stemmebånsdysfunktion vise samme symptomer.
Man kan have KOL samtidigt med astma, og det kan være en komplikation ved kronisk astma. De fleste over 65, der har obstruktive lungesygdomme, har astma og KOL. KOL kan skelnes fra astma ved et øget antal neutrofile hvide blodlegemer i luftvejene, abnormt tykke bronkievægge og øget glat muskelmasse. Dog undersøges det ikke så grundigt, da KOL og astma behandles efter samme principper: Kortikosteroider, langtidsvirkedende beta-agonister og rygestop. Symptomerne minder meget om astma, forbindes med cigaretrøg, alderdom, færre tilbagefald efter behandling med bronkodilatorer og en mindre risiko for, at familien bliver disponeret for allergiske sygdomme.

## Forebyggelse
Der er ikke meget, der tyder på, at forebyggelse af astma virker. Noget ser lovende ud, bl.a. at udsætte børn for mindre eller ingen røg både i livmoderen og efter fødslen, amning, at komme i daginstitution eller leve i store familier, men intet er godt nok understøttet til at blive anbefalet til denne indikation. Det kan være godt at være i kontakt med kæledyr fra en ung alder. Ellers er der ikke entydige tegn på, hvad det betyder at være i kontakt med kæledyr, og man anbefaler kun at fjerne kæledyr fra hjemmet, hvis en person udviser allergiske symptomer over for kæledyret. Det har ikke vist sig effektivt at følge en diæt under graviditet eller amning, så det anbefales ikke. Det kan hjælpe at reducere eller fjerne stoffer på arbejdspladsen.

## Behandling
Der er ingen kur for astma, men symptomerne kan reduceres. Der bør udarbejdes en personlig plan for proaktiv overvågning og behandling af symptomerne. Planen bør omfatte, at man udsættes mindre for stoffer, man er allergisk overfor, at der tages prøver for at vurdere sværhedsgraden af symptomer samt anvendelsen af medicin. Behandlingsplanen bør nedskrives og indeholde råd om ændring af behandlingen, så den følger symptomændringer.
Den mest effektive behandling af astma er at identificere udløsende faktorer som cigaretrøg, kæledyr eller aspirin og undgå dem helt. Hvis det ikke er nok at undgå de udløsende faktorer, anbefales det at anvende medicin. Lægemidler skal bl.a. vælges efter, hvor alvorlig sygdommen er, og hvor tit symptomerne forekommer. Astmamedicin inddeles i hovedkategorierne hurtigtvirkende og langtidsvirkende.
Bronkodilatorer bør anvendes til kortvarig lettelse. Patienter, som kun har anfald ind imellem, har ikke brug for andre lægemidler. Hvis sygdommen er mild, men vedvarende (med mere end to anfald om ugen), bør man tage en lav dosis inhalerede kortikosteroider eller orale leukotrienantagonister eller enmastcellestabilisator. Til patienter, som har daglige anfald, anvender man en højere dosis inhalerede kortikosteroider. Hvis der sker en moderat eller voldsom forværring, skal man også tage kortikosteroider oralt.

### Ændring af livsstil
De mest almindelige udløsende faktorer er allergener, røg (tobak og anden), luftforurening, ikke-selektive betablokkere og mad, der indeholder sulfit. Rygning og passiv rygning kan mindske effekten af lægemidler som kortikosteroider. Bekæmpelse af støvmider med fx luftfiltrering, kemikalier, støvsugning, overmadrasser har ingen virkning på astmasymptomer.

### Lægemidler
Lægemidler mod astma inddeles i to hovedkategorier: Hurtigtvirkende, der bruges mod akutte symptomer, og langtidsvirkende, der bruges til at forebygge forværring.
Hurtigtvirkende
- Korttidsvirkende beta2-adrenerg receptoragonister (SABA), dvs beta 2-stimulerende medicin, såsom salbutamol er første behandling mod astmasymptomer.[9]
- Antikolinerge (cholin-hæmmende) lægemidler, såsom ipratropiumbromid, giver ekstra lindring, når de bruges sammen med SABA hos patienter med moderate eller svære symptomer.[9] Hvis patienten ikke kan tåle SABA, kan man bruge antikolinerge bronkodilatorer.[71]
- Ældre og mindre selektive adrenerge agonister, såsom inhaleret adrenalin er næsten lige så effektivt som SABA.[104] Men de anbefales ikke, da de måske stimulerer hjertet for kraftigt.[105]

Langtidsvirkende
- Kortikosteroider anses for den mest effektive langtidsvirkende behandling.[98] Det er bedst at tage medicinen som inhalation, bortset fra hvis sygdommen er svær og vedvarende, så kan det være nødvendig med tabletform.[98] Sædvanligvis skal man tage inhalerede kortikosteroider en til to gange om dagen alt efter, hvor alvorlige symptomerne er.[106]
- Langtidsvirkende beta-adrenerge receptoragonister (LABA), dvs. beta-stimulerende midler, såsom salmeterol og formoterol kan afhjælpe astma hos voksne, når de tages sammen med inhalerede kortikosteroider.[107] Det er ikke sikkert, det virker hos børn.[107][108] Hvis man tager dem uden steroider, stiger risikoen for alvorlige bivirkninger,[109]og selv sammen med kortikosteroider kan der være en let forhøjet risiko.[110][111]
- Leukotrienantagonister (såsom montelukast) kan tages i tillæg til inhalerede kortikosteroider typisk sammen med LABA. [98]Der er utilstrækkelige beviser til at understøtte brugen af dem ved akut forværring.[112][113] Det er den foretrukne ekstrabehandling af børn under fem år efter inhalerede kortikosteroider.[114]
- Mastcellestabilisatorer (såsom natriumkromoglicat) er et alternativ til kortikosteroider, som dog ikke anbefales.[98]

Doseringsmetoder
Lægemidlerne doseres typisk med inhalationsspray (MDI) kombineret med en åndingsbeholder (spacer) eller med pulverinhalator. Åndingsbeholderen er en cylinder, der blander lægemidlet med luft, så det bliver nemmere at indtage en fuld dosis af stoffet. Man kan også bruge et forstøverapparat. Forstøverapparater og åndingsbeholdere er lige effektive hos patienter med milde til moderate symptomer, men det vides ikke, om det gør nogen forskel hos patienter med svære symptomer.
Uønskede bivirkninger
Hvis man bruger inhalerede kortikosteroider i konventionelle doser er der en minimal risiko for uønskede bivirkninger. Der er bl.a. risiko for at udvikle grå stær og muskelsvækkelse.

### Anden medicin
Når astma ikke reagerer på normal medicin, er der andre muligheder både i akutte tilfælde og til at forebygge opblussen. I akutte tilfælde er det bl.a.:
- Ilt for at afhjælpe hypoxi, hvis iltmætningen kommer under 92%.[118]
- Intravenøs behandling med magnesiumsulfat har vist sig at udvide bronkierne, når det bruges sammen med anden behandling ved svære, akutte astmaanfald.[119][120]
- Heliox, en blanding af helium og ilt, kan også overvejes i svære tilfælde, der ikke reagerer på behandling.[119]
- Intravenøs salbutamol bruges kun i ekstreme tilfælde, da ingen undersøgelse har vist, om det virker.[118]
- Tidligere blev Methylxanthiner (såsom theofyllin) brugt meget, men de giver ikke meget ekstra sammen med inhalerede beta-agonister.[118] Det er omdiskuteret, om de skal bruges ved akut forværring.[121]
- Ketamin fremkalder dissociativ anæstesi og kan i teorien anvendes, når det bliver nødvendigt med intubering og respirator hos patienter, som er tæt på åndedrætsstop. Der er dog ingen kliniske forsøg, der understøtter det.[122]

Hvis en patient har svær, ukontrolleret astma, der ikke kan styres af inhalerede kortikosteroider og LABA, kan bronkial termoplastik være en mulighed. Det vil sige, at man forsyner luftvejsvæggen med varmeenergi ved hjælp af en serie bronkoskopier. Det kan give flere anfald i de første måneder, men det ser ud til, at de falder efterfølgende. Det vides ikke, hvordan det virker efter første år.

### Alternativ behandling
Mange astmapatienter søger alternativ behandling som andre med kroniske lidelser. Undersøgelser viser, at cirka 50% søger en eller anden form for ukonventionel behandling. Der er ikke meget data, der understøtter nytten af de fleste af disse behandlingsmetoder. Der er ikke meget belæg for, at C-vitamin skulle hjælpe. Akupunktur kan heller ikke anbefales, da der ikke er belæg for, at det hjælper. Intet tyder på, at ioniske luftrensere virker på astmasymptomer eller giver bedre lungefunktion. Det gælder både positive og negative iongeneratorer.
Ikke meget tyder på, at "manuel terapi", såsom osteopati, kiropraktik, fysioterapi og respirationsterapi virker på astma. Buteyko åndedrætsmetoden til kontrol af hyperventilation kan føre til et mindre medicinforbrug, men det hjælper ikke på lungefunktionen. Derfor mente et ekspertpanel ikke, at der var evidens nok til at anbefale det.

## Prognose
Prognosen for astma er generelt god især for børn med mild astma. I de sidste årtier er dødeligheden faldet på grund af bedre diagnosticering og behandling. Globalt set fører det til moderat eller svær funktionsnedsættelse hos 19.4 millioner mennesker per 2004 (16 millioner af dem bor i lande med lave eller mellemindkomster). Halvdelen af alle børn, der får astma, lider ikke af det efter ti år. Der er konstateret ændringer i luftvejene, men det vides ikke, om dette er til gavn eller skade.Det ser ud til, at kortikosteroider forhindrer eller mindsker nedsat lungefunktion.

## Epidemiologi
I 2011 led 235–300 millioner mennesker i verden af astma, og cirka 250.000 mennesker dør af sygdommen hvert år. Procenten svinger fra land til land mellem 1% og 18%. Det er mere udbredt i ilande end i ulande. Derfor er procenten lavere i Asien, Østeuropa og Afrika. I ilande er sygdommen mest udbredt blandt socialt udsatte, mens den derimod mest rammer de velstående i ulandene. Det er uvist, hvorfor der er denne forskel. Lande med lave og mellemindkomster står for mere end 80% af dødeligheden.
Astma rammer drenge dobbelt så hyppigt som piger, men for svær astma er procenten den samme. Til gengæld forekommer sygdommen oftere hos voksne kvinder end mænd,  og den er mere udbredt blandt unge end hos ældre.
På verdensplan er astma blevet mere udbredt fra 1960'erne til 2008, og det har været anerkendt som et stort offentligt helbredsproblem siden 1970'erne. I ilandene var tallene højest midt i 1990'erne, da stigningen på det seneste har fundet sted mest i ulandene. Cirka 7% af USA's befolkning har astma, og i Storbritannien er det 5%. I Canada, Australia og New Zealand er tallene omkring 14–15%.

## Historie
Astma var kendt i Det gamle Egypten, og den blev behandlet ved at drikke en mikstur af røgelse, der blev kaldt kyphi. Sygdommen blev navngivet som et specifikt åndedrætsproblem af Hippokrates omkring 450 f.Kr. Det moderne navn er baseret på det græske ord for "stønnen". I 200 f.Kr. mente man, at den i hvert fald delvis skyldtes følelser.
I 1873 prøvede en af de første moderne medicinske afhandlinger at forklare sygdommens patofysiologi, mens en afhandling i 1872 konkluderede, at astma kan kureres ved at gnubbe brystet med kloroform liniment. Medicinsk behandling i 1880 omfattede intravenøs behandling med et stof ved navn pilocarpin. I 1886 udarbejdede F.H. Bosworth en teori om en forbindelse mellem astma og høfeber. Adrenalin blev først nævnt som behandling af astma i 1905. Man begyndte at anvende oralt indtagede kortikosteroider i 1950'erne, mens inhalerede kortikosteroider og selektive, korttidsvirkende beta-agonister blev almindelige i brug i 1960'erne.
Fra 1930'erne til 1950'erne var astma kendt som en af de "syv hellige" psykosomatiske sygdomme. Man mente, årsagen var psykisk, og behandlingen var tit baseret på psykoanalyse og anden samtaleterapi. Psykoanalytikerne tolkede den astmatiske, hvæsende hiven efter vejret som barnets undertrykte råb på sin mor, og derfor mente de, at behandling for depression var særligt vigtig for individer med astma.
Astma (også skrevet asthma) eller reversibel obstruktiv luftvejssygdom er en immunologisk sygdom, der medfører mere eller mindre reversible anfald af åndenød. Det er en form af type-1-hypersensitivitet, hvor bronkiolerne er mindre end normalt på grund af betændelse og spasmer i vævet i luftvejsvæggene. En astmatiker kan opleve piping (en pibende lyd, der følger åndedrættet) i brystet og åndenød særligt efter fysisk arbejde, sindsbevægelser, ekstreme temperaturer, kontakt med allergener eller ved infektioner. Men også på bestemte tider eller i forbindelse med at man står op eller går i seng. Ved pludselige anfald af åndenød kan medicinsk førstehjælp eller sygehusindlæggelse være nødvendigt. Astma bliver behandlet med en række medikamenter som inhalation eller oral indtagelse og også injektion.
Første gang begrebet astma (græsk ἂσθμα, "stakåndethed"). blev brugt var i Iliaden af Homer. Han brugte ordet om den frygtelige kvælning, Hektor døde af. (Iliaden, Sang 15, v. 9–11). Ordet blev brugt med betydningen ‘kortåndethed’ af Aischylos i Perserne og af Platon i Republikken. I den nuværende medicinske betydning blev begrebet først brugt af Hippokrates i Aforismerne.

## Symptomer og tegn
Hovedsymptomet på astma er piping i brystet som resultat af obstruktion af luftvejene. Hoste, nogle gange produktiv med klart slim, er også almindelig. Symptomerne er meget forskellige, ofte med en pludselig begyndelse og udløst af de ovenfor nævnte faktorer. Symptomerne er ofte tydeligere om natten eller ved opvågning. Øget luftvejsobstruktionen fører til åndenød. Astma kan optræde sammen med sure opstød særligt hos ældre.
Tegn på astma er piben i brystet, hurtig vejrtrækning, længere udåndingsfase end indåndingsfase, indtrækning af vævet mellem ribbenene og over kravebenet og skulderbladene, oppustning af brystkassen og rhonchi (boblende lyde hørbare i stetoskop). Ved alvorlige anfald kan patienten være cyanotisk (blå som resultat af iltmangel); patienten kan have brystsmerter og kan i særligt alvorlige tilfælde miste bevidstheden. Mellem anfaldene er mange patienter symptomfri.

## Diagnose
I de fleste tilfælde kan lægen stille diagnosen på grundlag af typiske symptomer og tegn. De typiske hurtige ændringer i luftvejsobstruktion kan påvises ved fald i lungefunktionen ved tests udført spontant, efter fysisk aktivitet eller efter inhalation af histamin eller metakolin; og ses af bedring efter inhalation af et bronkodilator+medikament. Blodprøver viser gerne, at eosinofilniveauet og IgE-nivauet er højere end normalt.
Mange med astma har allergier: Positive allergitester støtter astmadiagnosen og kan være til hjælp for at finde udløsende faktorer, det er muligt at undgå. En del astmatikere har fået påvist gastroøsofagal refluksygdom (GERD). I nogle af de tilfælde kan det vise sig, at GERD er det underliggende problem. Andre undersøgelser som røntgenbillede eller CT-scanning kan være nødvendige for at udelukke andre lungesygdomme.
I de senere år har man også fundet, at en del patienter med persistent moderat til alvorlig astma også har obstruktiv søvnapné . I disse tilfælde viser det sig ofte, at behandling af søvnapneen også bedrer behandlingsprognosen for astma.
Patienter med persistent sygdomsbillede og dårlig behandlingsrespons bør også udredes for eventuel alfa 1-antitrypsinmangel.

## Patologi

### Mekanismer
- Man tror nu, at aktivering af udsatte sansningsnerver som C-fiber udløser den indledende bronkokonstriktion.
- Aktivation af mastceller af allergenen fører til udløsning af store mængder histamin og IgE.
- Lymfocytter infiltrerer den bronkiale mucosa («fodringen» af luftvejen).
- Hævelse (ødem) af den bronkiale mucosa.
- Den glatte muskulatur i bronkiolerne tykner og indsnævrer derved passagen.
- Øget niveau af eosinofile granulocyter
- Mucus-plugger
- Remodellering (forvrængning) af luftvejen.

### Patogenese
- Det underliggende problem ser ud til at være immunologisk: Unge børn med tidlige stadier af astma viser tegn på stærk betændelse i luftvejene.
- Man har fundet, at relativ alfa 1-antitrypsinmangel er overrepræsenteret i patienter med atopisk astma. [154]
- Epidemiologien kaster lys på patogenesen: Hyppigheden af astma ser ud til at være øgende verden over; astma er almindeligere i mere velstående lande og desuden i højere socioøkonomiske grupper inden for de enkelte lande.
- En hypotese er, at astma er en “hygienisk sygdom”[155]: I naturen bliver småbørn udsat for bakterier lige efter fødslen, og de “slår dermed” Th1-lymfocyt-cellerne til i immunsystemet som tager sig af bakterielle infektioner. Hvis denne påvirkning ikke er tilstrækkelig (hvilket nogle tror den ikke er i moderne, rene omgivelser), kan astma og andre allergiske sygdomme udvikle sig. Denne «hygienehypotese» kan måske forklare forøgelsen i astma blandt velstående grupper.
- En anden hypotese, der ligner den forrige en smule, går på den del af vort immunsystem, der hjælper os med at kontrollere parasitter som bændelorm. Th2-lymfocytene og eosinofil-cellene, der værner os mod indvoldsorme er de samme, der spiller en central rolle i allergiske reaktioner. I den vestlige verden er disse parasitter nu blevne sjældne – men immunresponssystemet er det samme og bliver udløst af visse allergener hos en del mennesker.
- En tredje hypotese giver luftforurening skylden for øgningen i antallet astmatikere. Mens det er velkendt, at omfattende udsættelse for visse industrikemikalier kan medføre akutte astmaanfald, er det ikke bevist, at disse udgør den specifikke årsag til stigningen i astmatilfælde. I Vesteuropa er udslippet af de fleste atmosfæriske luftforureningsstoffer gået markant ned i de sidste 40 år, mens astmafrekvensen er gået op.

Typiske udløsende faktorer inkluderer:
1. Inhalerede allergener, så som:
  1. Husstøvmider.
  2. Kakerlakafføring.
  3. Pollen af f.eks. hassel, el, birk, ær, græs og burod.
  4. Mugsvampesporer.
  5. Hudskæl af husdyr.
2. Irritanter som f.eks. tobaksrøg, udstødning fra motorer, mekanisk støv, svovldioxid eller parfume og andre stærke lugte.
3. Kold luft.
4. Fysisk aktivitet.
5. Luftvejsinfektion.
6. Aspirin (acetylsalicylsyre) og lignende medikamenter.
7. Emotionelt stress.

## Behandling

### Symptomatisk
Episoder med piping i brystet og åndenød responderer oftest på inhalationsbronkodilatorer, som virker ved at de afspænder den glatte muskulatur i luftvejsvæggene. Ved alvorligere tilstande er det ofte nødvendigt at give patienten inhaleret, oral eller intravenøs kortison som undertrykker betændelsen og reducerer hævelsen i luftvejsvæggene.
- Bronkodilatorer (almindeligvis inhalerede)
  - Korttidsvirkende selektiv beta 2-agonist (f.eks. albuterol (salbutamol), terbutaline)
  - Antimuskariniske preparater (f.eks. ipratropium, oxitropium)
  - Ældre præparater med en mindre selektiv effekt på adrenergiske reseptorer er epinephrine og ephedrine i tablet- eller inhalationsform; i modsætning til andre lægemidler for astma er disse receptfrie lægemidler i USA (som Primatene).
- Systemiske kortisonpræparater (f.eks. prednisone, prednisolone, dexamethasone).
- Oxygen til lettelse af oxygenmangelen, der viser sig ved ekstreme astmaanfald.3
- Hvis GERD er en del af anfaldet, så er det nødvendigt at behandle det, så det ikke udløser betændelsesprocessen igen.

### Forebyggende
Udløsende faktorer som husdyr og aspirin bør udredes og behandles med2. Astmatikere med mere eller mindre daglige symptomer vil oftest have udbytte af regelmæssig medicinbrug. Den mest effektive forebyggende lægemiddeltype er kortisonpreparater til inhalation.
- Inhalerede kortisonpræparater (fluticasone, budesonide, beclomethasone, mometasone)
- Langtidsvirkende betaadrenerge antagonister (salmeterol, formoterol)
- Leukotrienmodifikatorer (montelukast, zafirlukast)
- Mastcellestabilisatorer (natriumkromoglikat (lomudal, nedocromil)
- Næseskylning menes at kunne lindre eller afhjælpe astma.

## Fodnoter
- 1:  Mujica, V.R.; Rao S.S.: «Recognizing atypical manifestations of GERD; asthma, chest pain, and otolaryngologic disorders may be due to reflux.» Postgrad Med J 1999;105:53-55. PMID 9924493.
- 2:  Jenkins, C.; Costello, J.; Hodge, L.: «Systematic review of prevalence of aspirin induced asthma and its implications for clinical practice.» BMJ 2004;328:434. PMID 14976098.
- 3:  Inwald, D. ... [et.al.]: «Oxygen treatment for acute severe asthma.» BMJ 2001;323:98-100. PMID 11451788.